# Mäjılıs
Ne doit pas être confondu avec Majlis.
VIIIe législature
Édifice du Majilis
Le Mäjılıs (en kazakh : Мәжіліс romanisé : Mazhilis ; en russe : Мажилис romanisé : Mazhilis) est la chambre basse du parlement du Kazakhstan. Le Mäjılıs est composé de 98 députés, tous élus pour cinq ans au suffrage universel direct.

## Système électoral
Le Mäjılıs est composé de 98 sièges pourvus pour cinq ans selon un mode de scrutin mixte. Sur ce total, 69 sont pourvus au scrutin proportionnel plurinominal avec un seuil électoral de 5 % dans une unique circonscription nationale. Les listes doivent comporter au moins 30 % de femmes, de jeunes ou d'handicapés. Si un seul parti dépasse le seuil électoral, le parti avec le deuxième plus grand nombre de voix reçoit au moins deux sièges,,. Les 29 sièges restants sont pourvus au scrutin uninominal majoritaire à un tour. Chacune des 17 provinces et des trois villes d'envergure nationale — Almaty, Shymkent et la capitale Astana — disposent d'au moins un de ces sièges, ceux restants étant répartis en proportion de leur population,.
Ce système électoral est en place depuis la révision constitutionnelle approuvée par référendum en juin 2022. Le Mäjılıs était auparavant composé de 107 sièges, neuf d'entre eux pourvus au suffrage indirect par l'Assemblée du peuple, un organe constitué de délégués des assemblées régionales du peuple représentants les différents groupes ethniques du pays, tandis que les 98 sièges restants étaient pourvus au suffrage universel direct, proportionnel plurinominal, avec un seuil électoral de 7 %,.